# 최정용
최정용(崔廷龍, 1996년 10월 24일 ~ )은 KBO 리그 KIA 타이거즈의 내야수, 투수이다.

## 아마추어 시절
고교 시절 강한 타격 능력을 인정 받았으나 클러치 능력이 다소 부족했다. 전국구 유격수로 불리며 삼성 라이온즈에 2라운드로 지명됐다.

## 삼성 라이온즈시절
2군 경기에서 주로 3루수를 맡거나 당시 같은 팀이었던 박계범이 없을 때 유격수로 출전했다. 이 때 당시 1군 경기에 단 한 경기도 출전하지 못했다.

## SK 와이번스시절
2016년 KBO 리그 2차 드래프트를 통해 이적하였다. 2016년 5월 28일 삼성 라이온즈와의 경기에 출전하며 데뷔 첫 경기를 치렀고, 경기에서 1타수 무안타를 기록했다.

## KIA 타이거즈시절
2018년 KBO 리그 2차 드래프트를 통해 이적하였다.

## 상무 야구단시절
2018년에 입단하였다.

## KIA 타이거즈복귀
2019년에 복귀하였다.

## 출신 학교
- 청주 서원초등학교
- 세광중학교
- 세광고등학교

## 통산 기록
| 연도 | 팀명  | 타율  | 경기 | 타수 | 득점 | 안타 | 2루타 | 3루타 | 홈런 | 루타 | 타점 | 도루 | 도실 | 볼넷 | 사구 | 삼진 | 병살 | 실책 |
| ---- | ----- | ----- | ---- | ---- | ---- | ---- | ----- | ----- | ---- | ---- | ---- | ---- | ---- | ---- | ---- | ---- | ---- | ---- |
| 2016 | SK    | 0.296 | 48   | 54   | 10   | 16   | 1     | 1     | 0    | 19   | 2    | 0    | 0    | 3    | 0    | 16   | 0    | 1    |
| 2017 | SK    | 0.333 | 5    | 6    | 1    | 2    | 0     | 0     | 0    | 2    | 0    | 0    | 1    | 1    | 0    | 0    | 0    | 0    |
| 2019 | KIA   | 0.286 | 8    | 21   | 4    | 6    | 0     | 0     | 0    | 6    | 1    | 0    | 0    | 0    | 0    | 10   | 0    | 1    |
| 2020 | KIA   | 0.196 | 38   | 56   | 5    | 11   | 1     | 0     | 1    | 15   | 5    | 0    | 0    | 2    | 0    | 15   | 0    | 2    |
| 2021 | KIA   | 0.192 | 53   | 52   | 7    | 10   | 1     | 0     | 0    | 11   | 2    | 2    | 0    | 9    | 0    | 16   | 1    | 2    |
| 2022 | KIA   | 0.091 | 30   | 22   | 5    | 2    | 0     | 0     | 0    | 2    | 0    | 0    | 0    | 0    | 0    | 6    | 0    | 1    |
| 2023 | KIA   | 0.167 | 56   | 36   | 17   | 6    | 1     | 0     | 0    | 7    | 1    | 4    | 0    | 2    | 0    | 9    | 0    | 1    |
| 2024 | KIA   | 0.182 | 6    | 11   | 0    | 2    | 0     | 0     | 0    | 2    | 1    | 0    | 0    | 1    | 0    | 4    | 1    | 1    |
| 통산 | 8시즌 | 0.213 | 244  | 258  | 49   | 55   | 4     | 1     | 1    | 64   | 12   | 6    | 1    | 18   | 1    | 76   | 2    | 9    |